# Semana de Solidaridad con los Pueblos de los Territorios No Autónomos
La Semana de Solidaridad con los Pueblos de los Territorios No Autónomos se celebra anualmente los últimos días de mayo desde el 2000, fue proclamada por la Asamblea General de las Naciones Unidas en 1999.

## Proclamación
La Semana de Solidaridad con los Pueblos de los Territorios No Autónomos fue proclamada por la Asamblea General de las Naciones Unidas el 6 de diciembre de 1999. Esta proclamación responde a la necesidad de reafirmar el compromiso de la comunidad internacional con el proceso de descolonización, iniciado formalmente en 1960 con la aprobación de la Declaración sobre la concesión de la independencia a los países y pueblos coloniales. El propósito principal es asegurar que las Potencias Administradoras respeten y promuevan el derecho de los pueblos en territorios no autónomos a la libre determinación, así como a garantizar el control sobre sus recursos naturales y proteger sus derechos de propiedad, promoviendo al mismo tiempo su bienestar político, económico, social y educacional.

## Celebración
La semana de solidaridad se celebra anualmente durante los últimos días del mes de mayo, aunque no se específica un día exacto dentro de la semana. Esta elección se basa en la necesidad de crear conciencia mundial y movilizar apoyo en favor de los territorios que aún no han alcanzado la libre determinación. La primera celebración tuvo lugar en el año 2000, inmediatamente después de la proclamación de la Asamblea General. Las actividades durante esta semana incluyen eventos organizados por la ONU y diversas organizaciones para sensibilizar sobre los derechos de los pueblos de territorios no autónomos, promover la autodeterminación, y alentar a las Potencias Administradoras a cumplir con sus responsabilidades.